# Zaletta agreeva
Zaletta agreeva är en insektsart som beskrevs av Webb 1983. Zaletta agreeva ingår i släktet Zaletta och familjen dvärgstritar. Inga underarter finns listade i Catalogue of Life.